# Natacha Njongwa Yepnga
Natacha Njongwa Yepnga est une data scientist, analyste quantitative, et statisticienne française d'origine camerounaise. 
Consultante pour des entreprises, elle est présente et promeut sur les réseaux sociaux et dans la création de contenus, des sujets liés à la data et l'intelligence artificielle. 

## Biographie

### Enfance, formation et débuts
Natacha Njongwa Yepnga naît en février 1995 à Yaoundé au Cameroun. Elle réalise la plus grande partie de ses études au Cameroun. Elle étudie à l'Institut Sous-Régional de Statistique et d'Économie Appliquée (ISSEA) au Cameroun, où elle obtient un diplôme d'ingénieur d'application de la statistique en 2017. Elle poursuit sa formation en France à l'École nationale de la Statistique et de l'Analyse de l'Information (ENSAI), où elle obtient un diplôme d'ingénieure data scientist en 2019.
Elle fait son premier stage à Afriland First Bank au Cameroun et cela influence son choix pour la data science.

### Parcours professionnel et entrepreneuriat
Elle travaille comme analyste quantitative dans le secteur bancaire; à la Société Générale de 2019 à 2021 et chez HSBC à partir de 2022. Dans ces rôles, elle développe des modèles statistiques pour la gestion des risques de crédit. Elle participe aussi à des missions de la Banque centrale européenne (BCE). Elle a également été consultante senior en analyse quantitative chez EY. Elle participe à des événements et des conférences sur la data et l'intelligence artificielle. Elle s'intéresse à l'impact de l'IA sur les entreprises et le monde.
Le 7 février 2024, elle fonde LDA Advisory, une SAS spécialisée dans le conseil en analyse quantitative,. 
Elle est chargée de travaux dirigés à l'ENSAI, où elle enseigne l'analyse de données et des outils tels que Python, R et Tableau.

### Création de contenus et influence sur les réseaux sociaux
Elle met en avant l'importance de la maîtrise de la data et de l'IA. Elle est reconnue comme une influenceuse dans le domaine de la data en France, avec plus de 46 000 followers sur LinkedIn et environ de 30 000 abonnés à sa chaîne Youtube LeCoinStat. Elle est active sur les réseaux sociaux, notamment LinkedIn, Instagram et TikTok. Elle y partage du contenu sur des sujets techniques et des conseils de carrière.  
De plus, elle anime un podcast intitulé Le podcast de Natacha Njongwa Yepnga, où elle discute avec des experts du secteur. Ses contenus, destinés à un public varié, et qui veut vulgariser la data science, va des débutants aux professionnels expérimentés. 
Elle encourage les femmes à s'engager dans les domaines des statistiques et de la science des données. Elle souligne l'importance de l'action et de ne pas rester dans l'hésitation pour atteindre ses objectifs. 